# 星硝
星硝株式会社（せいしょう、英文名称SEISHO Co.,Ltd）はパッケージング企画およびガラス・樹脂容器の販売会社。日本山村硝子が93％の株式を出資している。

## 沿革
- 1962年2月 硝子壜類の販売を目的とし日本硝子株式会社の子会社として日硝株式会社を設立。
- 1972年3月 日硝株式会社から星硝株式会社に商号変更。
- 1998年10月 日本硝子株式会社と山村硝子株式会社の合併により誕生した日本山村硝子株式会社の子会社となる